# Zimmerius petersi
Zimmerius petersi (лат.) — вид птиц из семейства тиранновых. До недавних пор считался конспецифичным с Zimmerius improbus, но проведенное в 2013 году молекулярное филогенетическое исследование показало, что близкое родство между ними отсутствует. Обитают в северной части Венесуэлы.

## Этимология
Видовой эпитет присвоен не в честь Джеймса Ли Петерса, но в честь Эрнста Петерса, немецкого студента-коллектора, добытые которым экземпляры использовал Ганс фон Берлепш, описавший данный вид.

## Описание
Длина тела 11,5—12,7 см. Масса 10,1 г. Темя тёмно-синевато-серое. Широкая белая линия надбровья начинается у основания клюва, проходит над глазом, но затем сужается к верхнему краю ушных раковин. Узкая чёрная линия пересекает уши и идёт вдоль верхнего края ушной раковины. Ушные раковины серые. Под глазом проходит широкая белая дуга. Спина и надхвостье оливково-зелёные. Рулевые перья тёмно-серые с узкими желтоватыми краями. Маховые перья и верхние кроющие перья крыльев окаймлены жёлтым, за исключением того, что основания второстепенных маховых перьев чёрные (без жёлтых краев). Горло и скулы белые, грудь белая с неясными светлыми полосами; бока и брюхо с жёлтыми полосками. Радужная оболочка тёмно-коричневая. Клюв чёрный. Цевка и пальцы на ногах чёрные или тёмно-серые.

## Биология
Миграций не совершают. Различия в рационе и питания с Zimmerius improbus науке неизвестны.
МСОП присвоил виду охранный статус LC.